# Sant'Anna di Chioggia
Sant'Anna di Chioggia is een plaats (frazione) in de Italiaanse gemeente Chioggia.